# Hospital de Magallón
El hospital de Magallón es un antiguo hospital que funcionaba en Magallón. Actualmente es empleado como sala multiusos.

## Historia
El hospital operó en Magallón desde al menos el siglo XVI pasando en 1647 a la supervisión de la iglesia bajo el nombre de "Hospital de la nuestra Señora del Buen Suceso de Magallón". En 1845 se construyó el actual edificio gracias la fortuna donada por Tomás Gallego. En 1893 pasó a ser operado por las Hermanas de la Caridad de Santa Ana.
Después se convirtió en colegio y en oficina de correos. En 2012 fue rehabilitado como sala multiusos.